# Odoriko
L'Odoriko (踊り子) est un train express existant au Japon et exploité par la compagnie JR East, qui relie la ville de Tokyo à la péninsule d'Izu. Son nom signifie danseuse en japonais. 

## Gares desservies
L'Odoriko circule principalement de la gare de Tokyo à la gare d'Izukyū Shimoda en empruntant les lignes Tōkaidō, Itō et Izu Kyūkō. A Atami, certains trains se coupent en deux pour aller également sur la ligne Sunzu jusqu'à la gare de Shuzenji.
Quelques trains sont terminus Ikebukuro à certaines périodes de l'année.
Une version luxe, le Saphir Odoriko, circule de Tokyo à Izukyū Shimoda, avec un départ de la gare de Shinjuku le week-end.
| Nom des gares  | Nom des gares   |
| -------------- | --------------- |
|                | Ikebukuro       |
| Tokyo          | Shinjuku        |
| Shinagawa      | Shibuya         |
| Kawasaki       | Musashi-Kosugi  |
| Yokohama       |                 |
| Ōfuna          |                 |
| Odawara        |                 |
| Yugawara       |                 |
| Atami          |                 |
| Ajiro          | Mishima         |
| Itō            | Mishima-Tamachi |
| Izu-Kōgen      | Daiba           |
| Izu-Atagawa    | Izu-Nagaoka     |
| Izu-Inatori    | Ohito           |
| Kawazu         | Shuzenji        |
| Izukyū Shimoda |                 |

## Matériel roulant
Les services Odoriko sont effectués par des rames séries E257 de 9 ou 14 voitures. Les services Saphir Odoriko sont effectués par des rames séries E261 de 8 voitures.
Dans le passé, les services étaient effectués par des rames série 183 et 185 (Odoriko), Izukyu série 2100 (Resort Odoriko), série E259 (Marine Express Odoriko) et série 251 (Super View Odoriko).

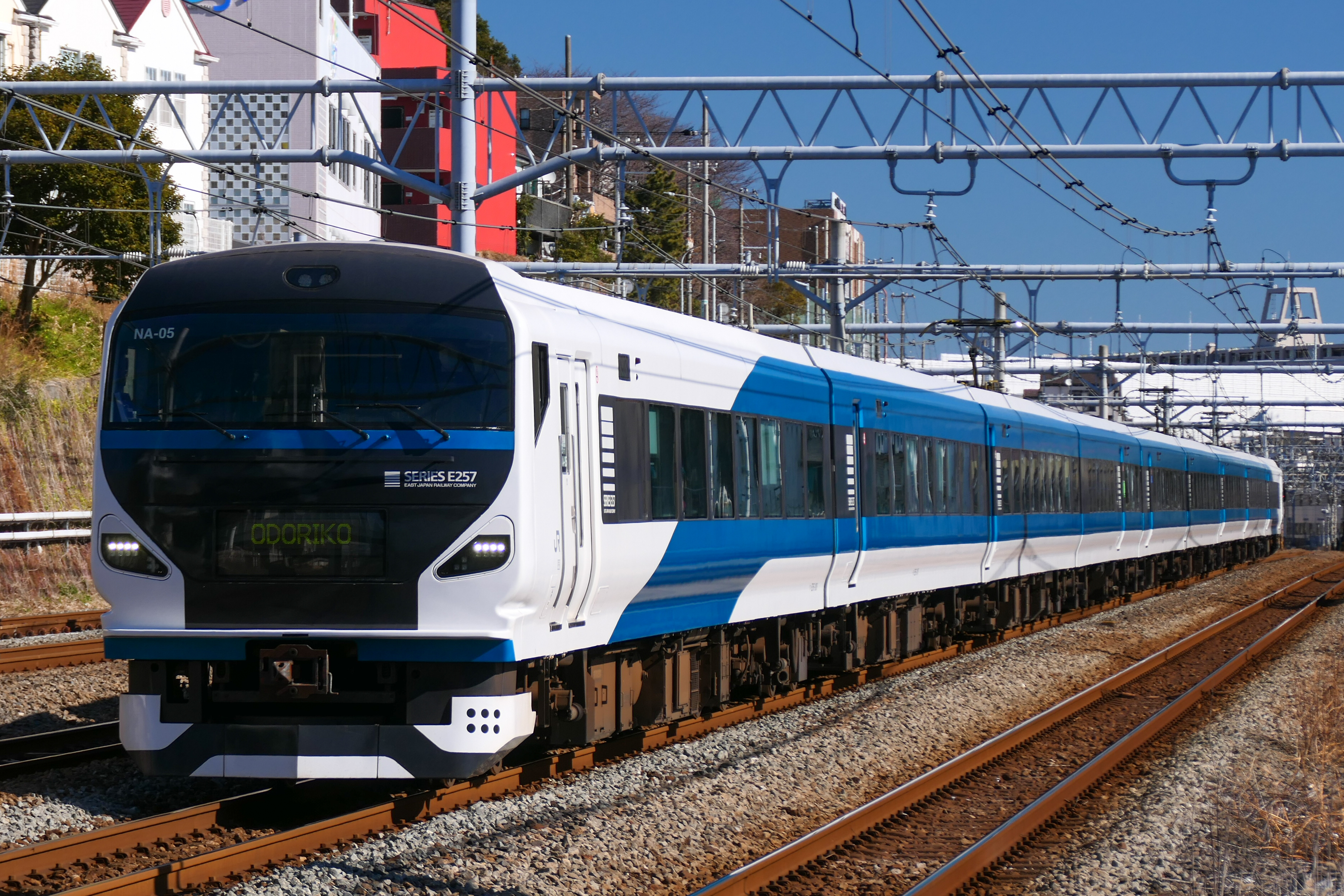
Série E257
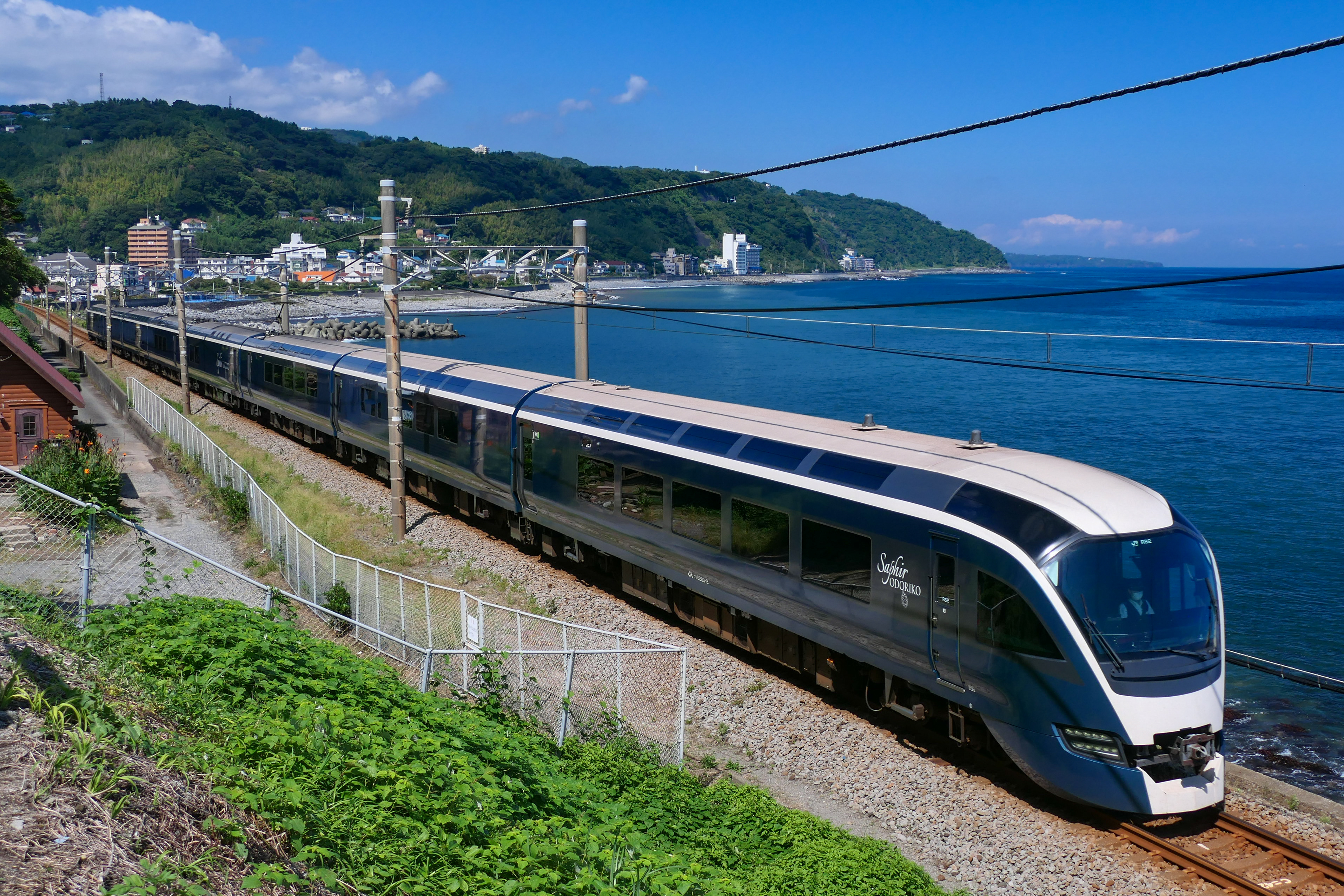
Série E261 "Saphir Odoriko"
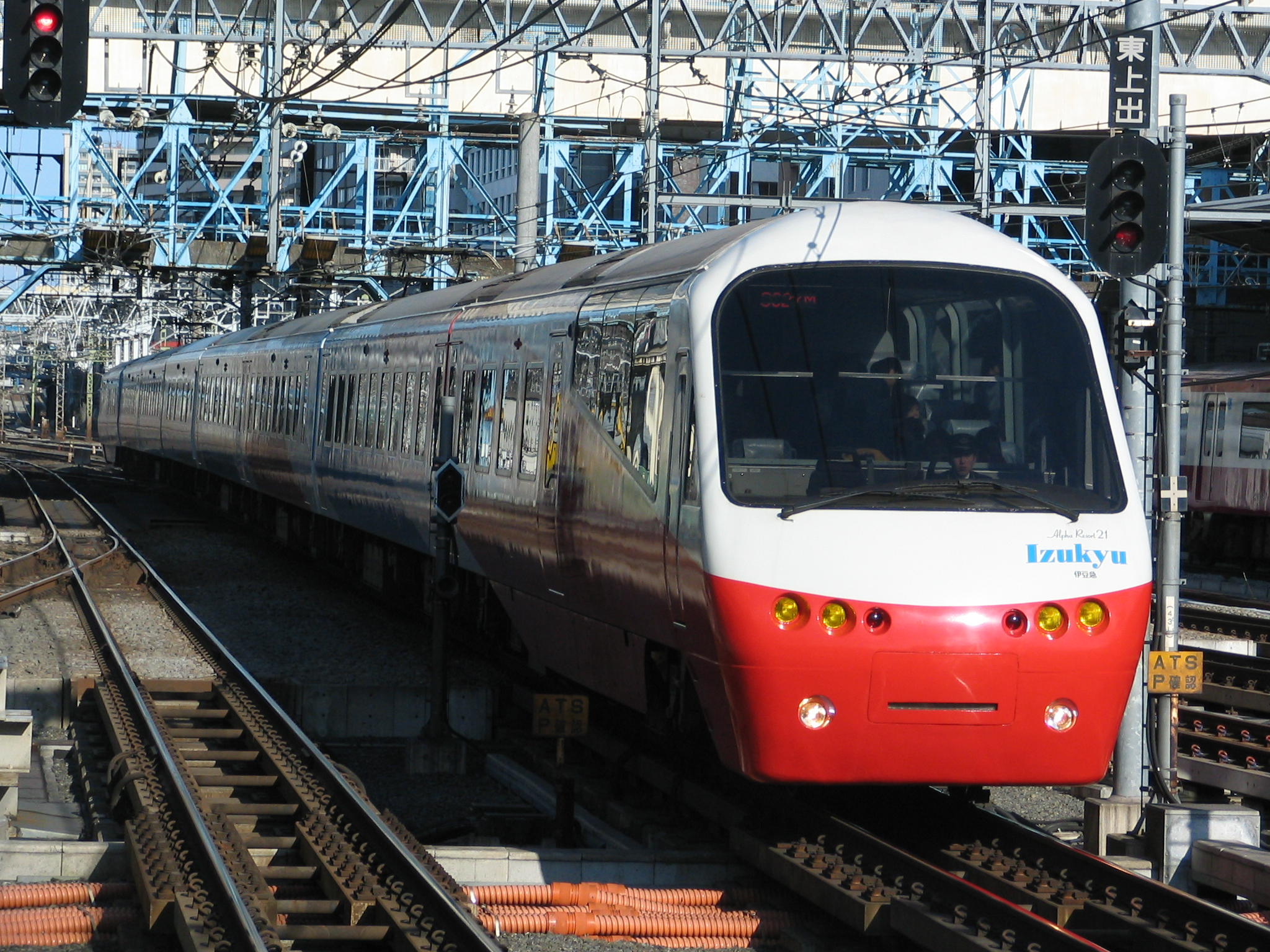
Izukyu série 2100 "Resort Odoriko"
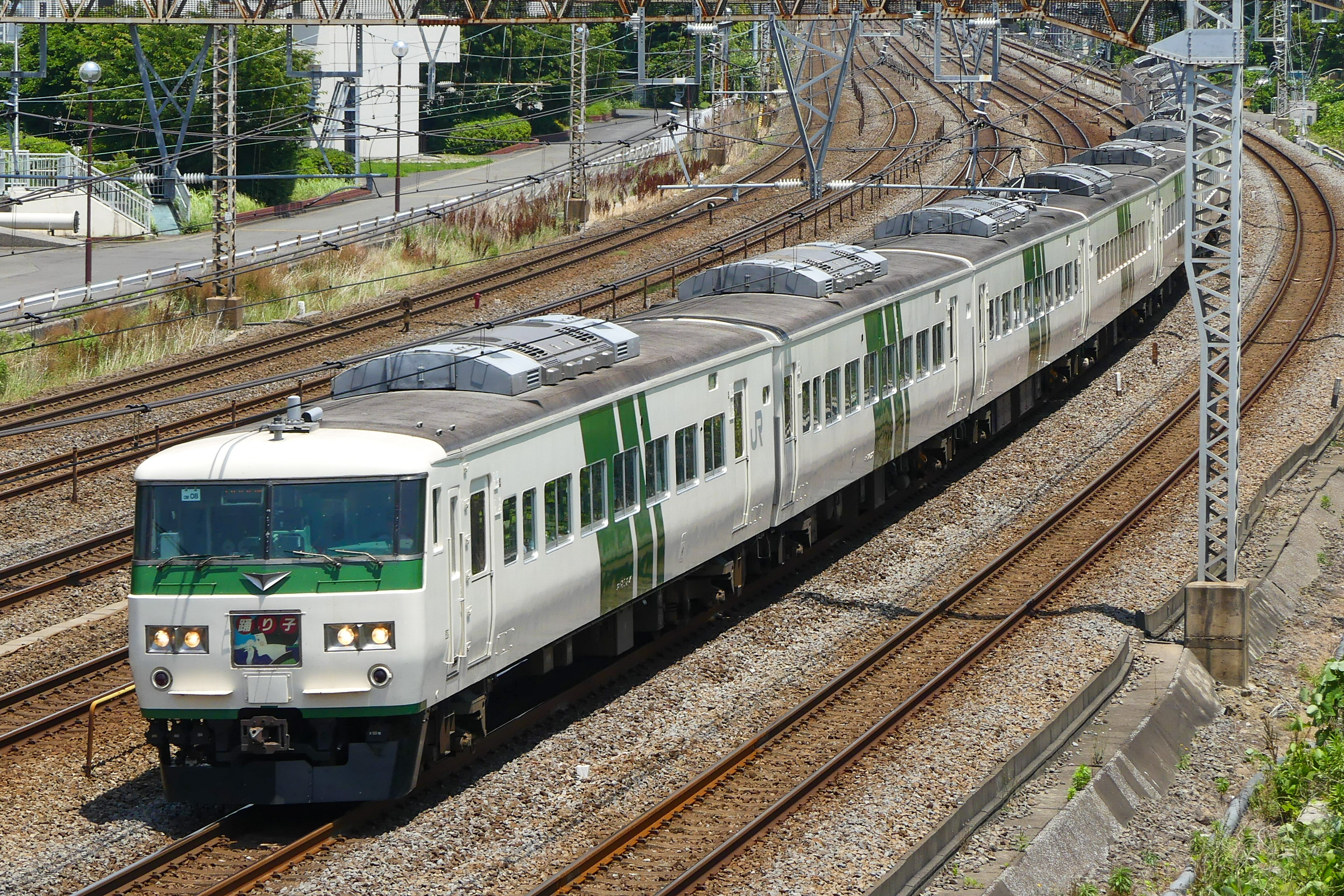
Série 185
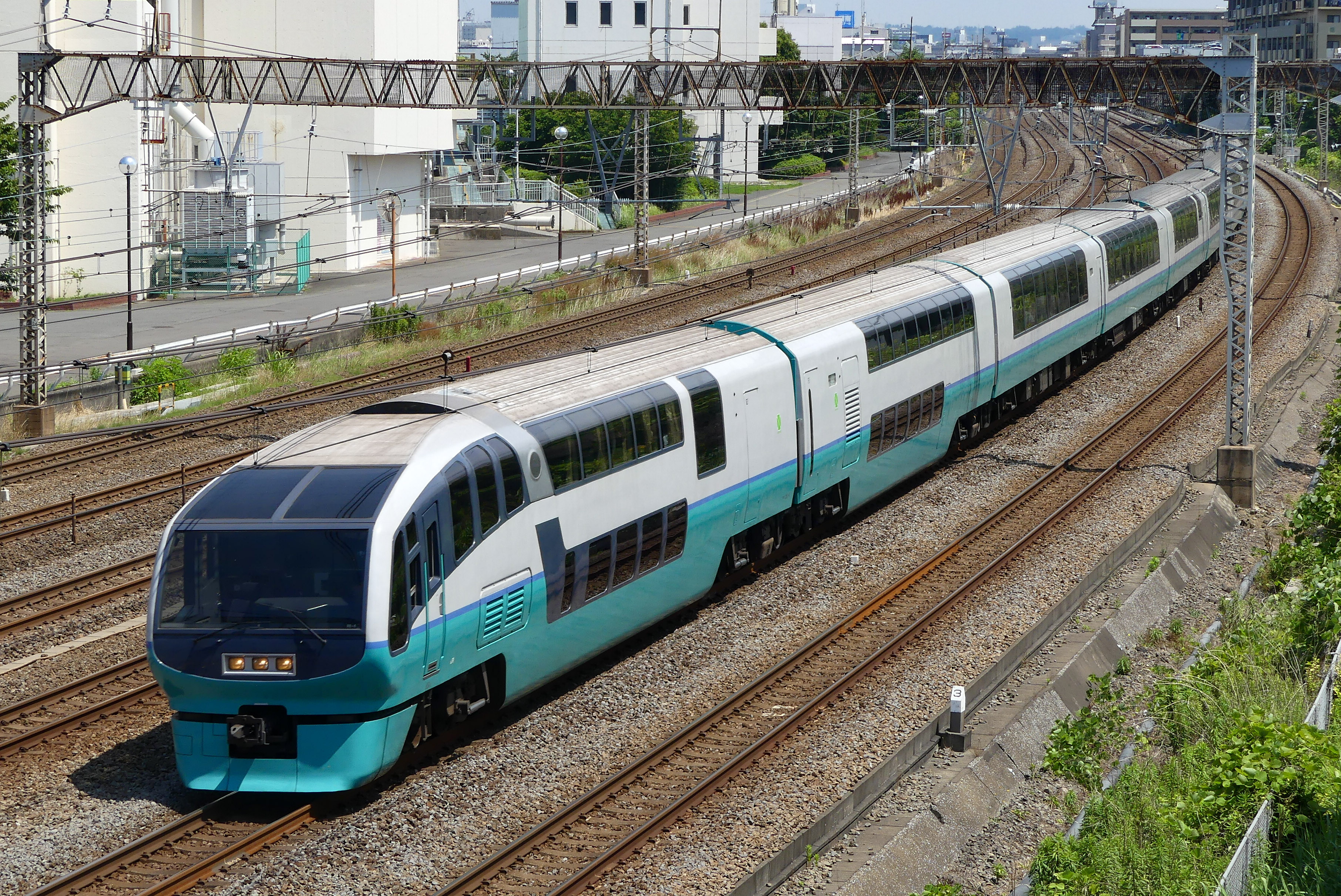
Série 251 "Super View Odoriko"
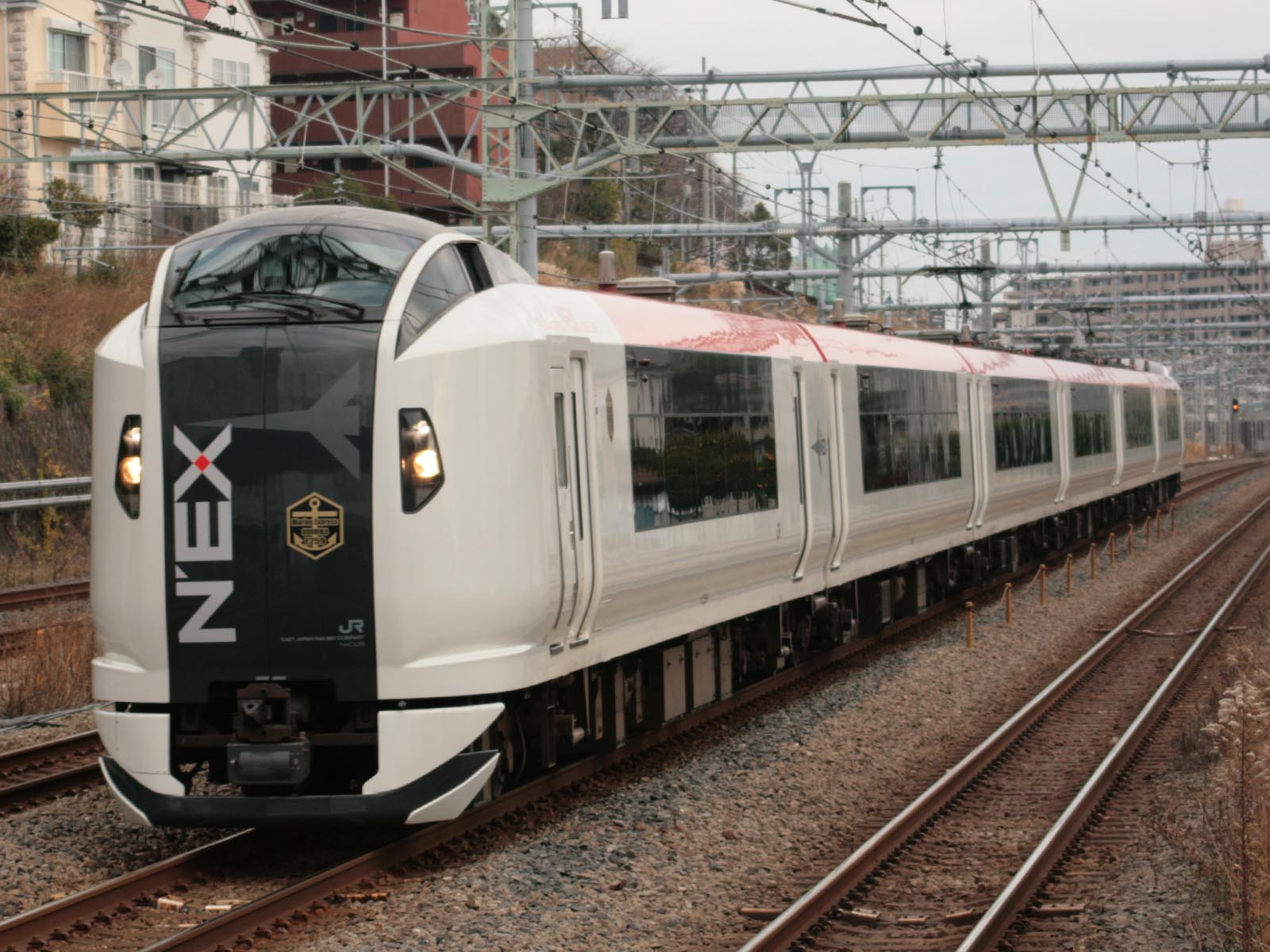
Série E259 "Marine Express Odoriko"
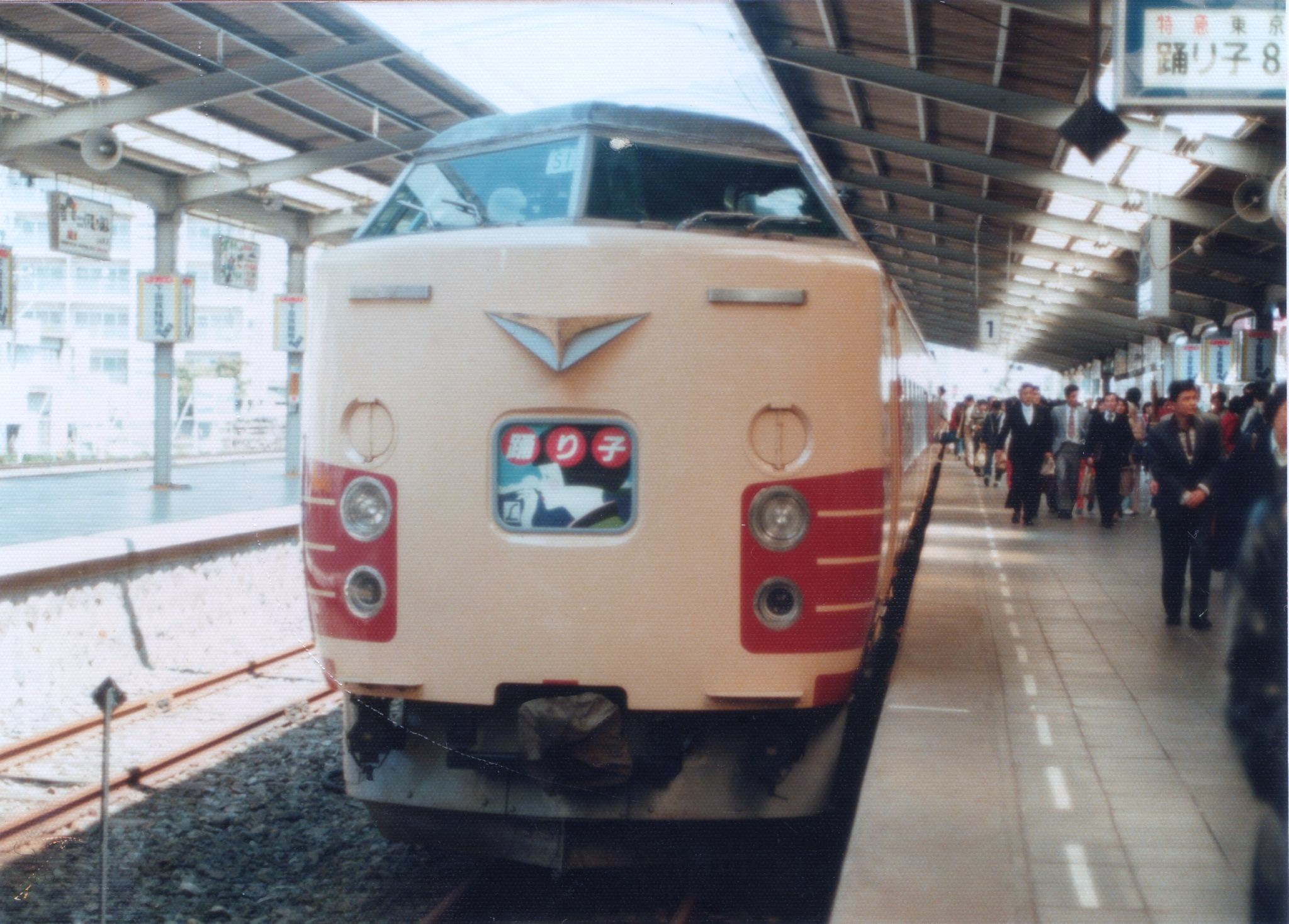
Série 183

## Composition des rames
- Série E257 :

| N° de voiture | 1       | 2       | 3       | 4     | 5       | 6       | 7       | 8       | 9       |         | 10      | 11      | 12      | 13      | 14 |
| Classe        | Réservé | Réservé | Réservé | Green | Réservé | Réservé | Réservé | Réservé | Réservé | Réservé | Réservé | Réservé | Réservé | Réservé |    |

- Série E261 :

| N° de voiture | 1       | 2     | 3     | 4         | 5     | 6     | 7     | 8     |
| Classe        | Premium | Green | Green | Cafétéria | Green | Green | Green | Green |